# Выдренко, Дмитрий Александрович
Дмитрий Александрович Выдренко (1909—1988) — красноармеец Рабоче-крестьянской Красной Армии, участник Великой Отечественной войны, Герой Советского Союза (1945).

## Биография
Дмитрий Выдренко родился 20 июня 1909 года в селе Литвиновка (ныне — Валковский район Харьковской области Украины) в крестьянской семье. Окончил два класса школы, работал слесарем в городе Енакиево Донецкой области. В 1941 году Выдренко был призван на службу в Рабоче-крестьянскую Красную Армию. С того же года — на фронтах Великой Отечественной войны. К августу 1944 года красноармеец Дмитрий Выдренко был замковым 57-миллиметровой противотанковой пушки 3-го мотострелкового батальона 44-й мотострелковой бригады 1-го танкового корпуса 2-й гвардейской армии 1-го Прибалтийского фронта. Участвовал в сражениях на территории Литовской ССР.
19 августа 1944 года в ходе боя под Шяуляем, заменив собой раненого наводчика, Выдренко лично подбил танк и штурмовое орудие. В бою он получил ранение, но поля боя не покинул, продолжая вести огонь. Когда орудие вышло из строя, Выдренко гранатами подбил ещё два танка.
Указом Президиума Верховного Совета СССР от 24 марта 1945 года за «образцовое выполнение боевых заданий командования на фронте борьбы с немецкими захватчиками и проявленные при этом мужество и героизм» красноармеец Дмитрий Выдренко был удостоен высокого звания Героя Советского Союза с вручением ордена Ленина и медали «Золотая Звезда» за номером 7665.
После окончания войны Выдренко был демобилизован. Вернулся в Енакиево. Работал начальником механического цеха шахты «Юнком», а затем слесарем-инструментальщиком на шахте «Новый Юнком». Скончался 15 июня 1988 года.
Был также награждён орденом Отечественной войны 1-й степени и рядом медалей.